# ZOIDS SAGAシリーズ
ZOIDS SAGA シリーズ（ゾイドサーガシリーズ）は、ゾイドを題材にしたゲームボーイアドバンスおよびニンテンドーDS用ゲームソフトのシリーズ。ゲームボーイアドバンス（ZOIDS SAGA DSのみニンテンドーDS）で発売されたロールプレイングゲームで、ゾイドの世界観（主にアニメ）を基本としたオリジナルストーリーが展開する。
野良ゾイドのデータとコアを収集する事で、そのゾイドの開発が可能になる。他にも部隊のゾイドを自由に変更できる、キャラクターのレベルが上がれば能力が上昇し搭乗ゾイドが強くなる、ゾイドの強化改造等の特徴がある。作品によって登場ゾイドに少しずつ違いがある。
シリーズを通して今までのゾイド作品の世界観を平行世界と捉えてその各世界を時空を超えて旅すると言うコンセプトであり、これまでのゾイドシリーズのキャラクター達がクロスオーバーで登場し、ストーリーが進めば彼らを仲間にする事も出来る。

## シリーズ

### ZOIDS SAGA
シリーズ第1弾。
ヘリック共和国とガイロス帝国の戦争が終結して数十年後。中立国アーカディア王国は帝国と共和国の部隊に襲撃される。この事件に乗じ、アーカディア城は謎の皇帝が率いる集団『ファントム騎士団』によって占領されてしまう。最強のゾイド軍団を作り上げようとする彼らの野望を阻止し、アーカディア城を奪還するため、アトレーたちは「時空転送装置」を使って色々な世界の様々なキャラクター達（バン、ビット、アルスター等）と共に戦っていく。
本作では、アニメ『ゾイド -ZOIDS-』『ゾイド新世紀スラッシュゼロ』とゲームボーイカラー用ゲーム『ZOIDS 〜白銀の獣機神ライガーゼロ〜』の世界を旅をしてそれぞれの登場人物と出会うが、『ゾイド -ZOIDS-』世界の往復が最も多い。
作中には100種類以上のゾイドが登場し、主人公アトレーの専用機としてゲームオリジナルゾイドトリニティライガーとその強化型のトリニティライガーBA（バーニングアーマー）、さらにライバル専用機のジェノハイドラ等いくつかのオリジナル仕様のゾイドも登場する。
オリジナルキャラクターのデザインはアニメ作品のキャラクターデザインと同じくジーベックの坂崎忠、オリジナルゾイドのデザインはやまだたかひろ。

### ZOIDS SAGA II
シリーズ第2弾。英語版はZoids: Legacyのタイトルで発売された。
惑星Ziそれぞれの時代・世界で謎の地震が発生し、ゾイドバトル連盟も緊急事態を宣言した。一方、あての無い旅をしていたゾイド乗りの主人公ゼルは、謎の少女ユーノと出会って行動を共にすることになったが、ユーノは謎の集団にさらわれてしまった。ゾイドバトルをしながらユーノを取り戻そうとするゼルは、倒れていたところを助けたDr.Tを通じて新テクノロジー「ZOS（ゾイドコア・オーバーロード・システム）」の実験により、時空に異常が生じたことを知る。Dr.Tから譲り受けたオーガノイド・パルスをパートナーに、様々な世界が融合した世界を元に戻し、ユーノを救出するために戦う。
本作の世界では、多くの住人がゾイドバトルやゾイドウォーリアーを認識しているとおりアニメ『ゾイド新世紀スラッシュゼロ』の世界が主軸としており、同作に登場する組織バックドラフト団（BF団）も重要な立ち回りをしている。加えてニンテンドー ゲームキューブ用ゲーム『ZOIDS VS.シリーズ』の組織テラガイストがストーリーの根幹に大きく関わってくる。その他、前作『ZOIDS SAGA』・アニメ『ゾイド -ZOIDS-』・ゲーム『ZOIDS 〜白銀の獣機神ライガーゼロ〜』からもゾイドやキャラクターが登場する。前作では（終盤を除いて）それぞれのキャラクターはそれぞれの世界を舞台にしたパートのみ仲間にできる仕組みだったが、本作では一度仲間になったキャラクターはそれ以降は常に仲間として戦闘に参加させられるようになった。
オリジナルゾイドの主人公機として電撃武器を搭載したブリッツタイガーが登場。またゾイドブロックスも初登場となる。手持ちのゾイドを改造して性能を上げたり、カラーリングを変更することが可能になったが、代わりにいくつかのバリエーションは削除された。

### ZOIDS SAGA FUZORS
シリーズ第3弾。
ゾイド盗難事件が多発しているブルーシティにて、主人公ウィルはRD達と共に一連の事件の謎を追う。そしてその途中で出会ったアトレーやバン、ビットら数多くの仲間と共に事件の裏に存在する謎の軍団と戦う事になる。本作ではアニメ『ゾイドフューザーズ』の世界観が中心となり、そのためゾイド同士の合体によりその能力を飛躍的に向上させる「Ziユニゾン」が作品内でも重要な要素となっている。
主人公機はビクトリーライガー。また同じ系統のゾイドとしてビクトリーレックスが登場。ユニゾンシステムが新たに加わり、専用のDコマンドを使用しなければ合体できなかった前作と違い、必要なゾイドさえ揃っていれば戦闘中にユニゾンできるようになった。改造システムが変更され、資金さえあればどのゾイドでも上限値まで強化できるようになった。

### ZOIDS SAGA DS ～legend of arcadia～
シリーズ第4弾。シリーズ初のニンテンドーDS用ソフト。
ストーリーは『ZOIDS SAGA』のリメイクとして、再びアーカディア王国を舞台にアトレーが主人公となった。基本的なシナリオの流れは第1作を踏襲しているが、新たに追加された作品とストーリーから削除された作品（後述）に合わせて、ストーリーの相違点は多い。また、終盤ではファントム四天王との決戦の後に、最後のダンジョンと敵が追加される新たなオリジナルストーリーが展開する。
本作に登場する作品は、新たに追加された『ゾイドフューザーズ』と『ゾイドジェネシス』、そして『ゾイド -ZOIDS-』『ゾイド新世紀スラッシュゼロ』のアニメ4作品。『ZOIDS 〜白銀の獣機神ライガーゼロ〜』はストーリー上からは削除されたが、チャレンジングモードを進めることで一部のキャラクターは登場する。
今回はタッチスクリーンパネルにレーダー機能が導入されており、エンカウントする敵ゾイドを事前に索敵したり、フィールドに設置されたトラップやダンジョン内に置かれたアイテムを探知するシステムが使用できる。他にもタッチペンを使用したコマンドシート、発掘システムも登場し、それらを駆使すれば敵としては未登場のゾイドも早めに手に入れることが出来る。

### ZOIDS SAGA ONLINE
携帯電話アプリ版のZOIDS SAGA。
iモード対応の『ZOIDS SAGA ONLINE i』は、2006年4月3日よりβ版サービスが始まり、同年5月1日に正式サービスが開始された。iモードのゲームカテゴリーはロールプレイングゲームで、月額課金制となっていた。
Y!ケータイ対応版は、ポイント課金制となっており、500ポイント（=税抜きで500円）でアプリ本体とシナリオ2章までが含まれる。続く最終16章までのシナリオは、各150ポイントで追加購入する必要がある。その他、プレイヤーキャラクターの容姿パーツなども追加購入で増やせる。
プレイヤーは道端に倒れていた記憶喪失の主人公（性別・容姿等はモンタージュにより自由に変更できる）となり、アーカディア王国のアトレーに助けられる。その後、ファントム騎士団の襲撃によって、アトレー達と共に時空転送装置で脱出するが、主人公だけ別の場所に飛ばされてしまった。元の世界に還るため、プレイヤーは時空の歪みの原因を探す旅に出る。
今までのシリーズに登場した作品の他に、『ゾイドバトルストーリー』『ゾイドジェネレイションズ』の世界が追加されている。
オンラインの登録機能を使った機能で、登録している他のプレイヤーをパーティーメンバーに加えて冒険を共に行動したり、対戦を行ったりできる。今までのシリーズとは異なり、ゾイドの入手方法は、野生ゾイドを電磁ネットというアイテムで捕獲する（バリエーション機体はゾイドではなく換装パーツ）。追加購入するシナリオには、ストーリー本編とは別のミニストーリーのあるクエストが含まれており、アニメやバトルストーリーでは描かれなかったエピソードなどが楽しめる。登場するゾイドは200種類以上、武器は150種類以上。
2012年5月31日サービス終了。

## ゲームオリジナルの登場人物
声優の部分は『ゾイドインフィニティ』シリーズでの配役。

### ZOIDS SAGA
アトレー・アーカディア
声：日髙のり子
12歳。ZOIDS SAGA1とZOIDS SAGA DSの主人公。アーカディア王国の王子。ゾイド乗りとしては未熟で、ゾイドに自分の思考を伝える「ゾイドコマンダー」という道具の補助でゾイドを操縦している。余談だが第一作では台詞がすべて「・」で表示されていたため、何を言っているのかは不明瞭だった。
DS版ではサウロナイツを愛機としていたが、物語中盤からトリニティライガーに搭乗する。
レジーナ・クォーリ
声：深見梨加
14歳。アーカディア王国三獣士の一人。古代ゾイド人。真面目で融通のきかない性格。アトレーにとっては姉のような存在である。
アース・クロイツ
22歳。アーカディア王国三獣士の一人。元帝国軍士官。一見無口なニヒリストだが根は熱い性格の男。何かとレジーナとは反りが合わない事が多い。
ジャック・スペイド
25歳。アーカディア王国三獣士の一人。元共和国軍士官。冷静な常識人で、頻繁にトラブルを起こしがちなレジーナやアースの宥め役でもある。
ドクターT
アーカディア王国のゾイド技師。アトレー一行をサポートしてくれる。
ブラッド・キール
声：松風雅也
16歳。「ファントム騎士団」四天王の1人にしてそのリーダー的存在。皇帝の実の息子で非常にプライドが高く、アトレーをライバル視している。
当初の乗機はジェノザウラーBSだったが、中盤でジェノハイドラに乗り換える。
フラン・フォーゲル
声：玉川紗己子
20歳。「ファントム騎士団」四天王の1人。帝国出身の四天王紅一点で、アースに恨みを持っており、そのためにファントム騎士団に身を置いている。
最初の乗機はレドラーFS。終盤ではサラマンダーFS、ジェノトルーパーに搭乗する。
ゲイル・タスク
30歳。「ファントム騎士団」四天王の1人。元共和国軍人で共和国軍時代のジャックを鍛え上げた男。常に沈着冷静な性格。
最初の乗機はセイバータイガーGS。最後はゴジュラスGS、およびジェノブレイカーGSに搭乗する。
オーピス・ケロネー
「ファントム騎士団」四天王の1人。帝国のゾイド研究者だったが、危険な研究を繰り返したため追放された過去を持つマッドサイエンティスト。
最初の乗機は黒いカノントータスOS。後にデススティンガーOS、そして最後はプロトブレイカーに搭乗する。
三作目『フューザーズ』でも大きな役割を果たしており、古代ゾイド人を蘇らせて彼らに加担している。
皇帝
「ファントム騎士団」の首領。常に仮面で顔を隠している。アーカディアの遺跡にある時空転送装置を使って各時代のゾイドのデータを集めて最強のゾイド軍団を作りあげ、惑星Ziを支配しようと企んでいる。
乗機はバーサークフューラーZ。

### ZOIDS SAGA II
ゼル・ユピート
声：鈴村健一
14歳。本作の主人公。ゾイド乗りとしての腕を活かし、傭兵をしている。実は彼もまたゼネバス皇族の血を引いている。
最初はセイバリオンを愛機としているが、物語中盤からはブリッツタイガーに乗る。
ユーノ・エラ
声：小林沙苗
13歳。本作のヒロイン。過去の記憶を失っているうえ、なぜかゼネバス帝国の復活を企むテラガイストから狙われている。
最初の乗機はガンタイガー。
パルス
アーカディア王国の古代遺跡から発見された豹型のオーガノイド。ゼルがDr.Tから譲り受けた。ゼルの行動に伴い体色と性能が変化する能力を持つ。

### ZOIDS SAGA FUZORS
ウィル
16歳。本作の主人公。ブルーシティの企業「ZiGコーポレーション」の御曹司。殺された父の敵を探しているうちに成り行きからマッハストームの一員になる。
物語中盤からビクトリーライガーに搭乗する。
アクティー
15歳。「ZiGコーポレーション」副社長の娘で、ウィルとは幼なじみで、無茶をするウィルを心配している。ゾイド設計士でもある。
ラミア
18歳。犯罪組織アンビジョンズに所属するパイロット。調子の良い性格の美女。
後にPS2『ゾイドインフィニティ』にもNPCとして登場。
ゲーム内の乗機はザバット。
オーガ
28歳。犯罪組織アンビジョンズに所属するパイロット。サングラスをつけた青年。
後に発売されたPS2『ゾイドインフィニティ』にもNPCとして登場。
ゲーム内の乗機はブラストルタイガー。
クラウン
35歳。犯罪組織アンビジョンズのリーダー。ウィルの父親を殺した張本人でもある。
後に発売されたPS2『ゾイドインフィニティ』にもNPCとして登場。同作では彼こそがZi-ARMS社の社長になっている。
ゲーム内の搭乗ゾイドはダブルアームリザード、ジェノハイドラVF。
ハーガル
古代ゾイド人で、エンペロス親衛隊の1人。日本刀を携えた剣士のような青年。凶暴で破壊的ながらそれでいて常に冷静沈着という武人。
ゲーム内の搭乗ゾイドはモルガ、レッドホーン、アイアンコングマニューバ、バスターフューラー。
ラヴィーネ
古代ゾイド人で、エンペロス親衛隊の1人。エンペロスの許婚的な存在であり、かつては神官も勤めていた少女。エンペロス以外の命令は聞かない。
ゲーム内の搭乗ゾイドはジェノザウラー、バスターフューラー。
レルム
古代ゾイド人で、エンペロス親衛隊の1人。大剣を装備した女戦士。短気かつ勝気で、さらに残忍な性格の持ち主。ハーガルをライバル視している。
ゲーム内の搭乗ゾイドはストームソーダーFX、バスターフューラー。
エンペロス
かつて存在した古代帝国皇帝の血を引く古代ゾイド人の少年。オーピスによって目覚めさせられ、古代帝国の復活を目論む。
本作のラスボスで、乗機はデスザウラーVF。

### ZOIDS SAGA DS ～legend of arcadia～
ローズ
アーカディアの遺跡内に眠っていた古代ゾイド人の女性。アーカディア城での決戦の影響で眠りから目覚め、現人類を滅ぼして惑星Ziを浄化しようとする。
乗機はギルドラゴンおよびギル・ベイダー。